# Szachownica
Szachownica este o arie protejată (sit de importanță comunitară — SCI) din Polonia întinsă pe o suprafață de 13,14 ha, integral pe uscat.

## Localizare
Centrul sitului Szachownica este situat la coordonatele 51°03′14″N 18°48′30″E / 51.054°N 18.8083°E.

## Înființare
Situl Szachownica a fost declarat sit de importanță comunitară în aprilie 2004 pentru a proteja 4 specii de animale.

## Biodiversitate
Situată în ecoregiunea continentală, aria protejată conține 3 habitate naturale: Pajiști uscate seminaturale și facies de acoperire cu tufișuri pe substraturi calcaroase (Festuco-Brometalia) (* situri importante pentru orhidee), Peșteri inaccesibile publicului, Păduri de fag Luzulo-Fagetum.
La baza desemnării sitului se află mai multe specii protejate de  mamifere (4): liliac cârn (Barbastella barbastellus), liliac cu urechi mari (Myotis bechsteinii), liliac de iaz (Myotis dasycneme), liliac comun (Myotis myotis).